# Standing Alone
«Standing Alone» (en español: «De pie solo») es el segundo sencillo del tercer álbum de Thomas Anders, Down On Sunset. El tema es interpretado a dúo con el cantante estadounidense Glenn Medeiros.

## Sencillos
7" sencillo Polydor 863 674-7, 09.1992
1. «Standing Alone» (Sencillo Mix)	— 3:58
2. «Thomas Anders» - Thru With Love — 4:22

CD-Maxisencillo Polydor 863 675-1, 09.1992
1. «Standing Alone» (Sencillo Mix)	— 3:58
2. «Thomas Anders» - Thru With Love — 4:22
3. «Standing Alone» (Extended Dance Mix) — 6:01

## Posición en las listas
| Listas (1992) | Máxima posición |
| ------------- | --------------- |
| Alemania      | 72              |

## Créditos
- Productor: Christian de Walden y Ralf Stemmann
- Arreglos: Christian de Walden y Ralf Stemmann
- Grabación: Walter Clissen
- Mezcla: Walter Clissen
- Letra: Mike Shepstone (canción 1), Chris Copperfield (canción 2)
- Música: Rick Lane y Lee York (canción 1), Chris Copperfield y Marc Cassandra (canción 2)
- Coros: Eric Paletti, Daniel O'Brien, Warren Ham, Michael Mishaw, Kenny O'Brien
- Fotografía: Gabowicz